# René Marie Albert Dupont

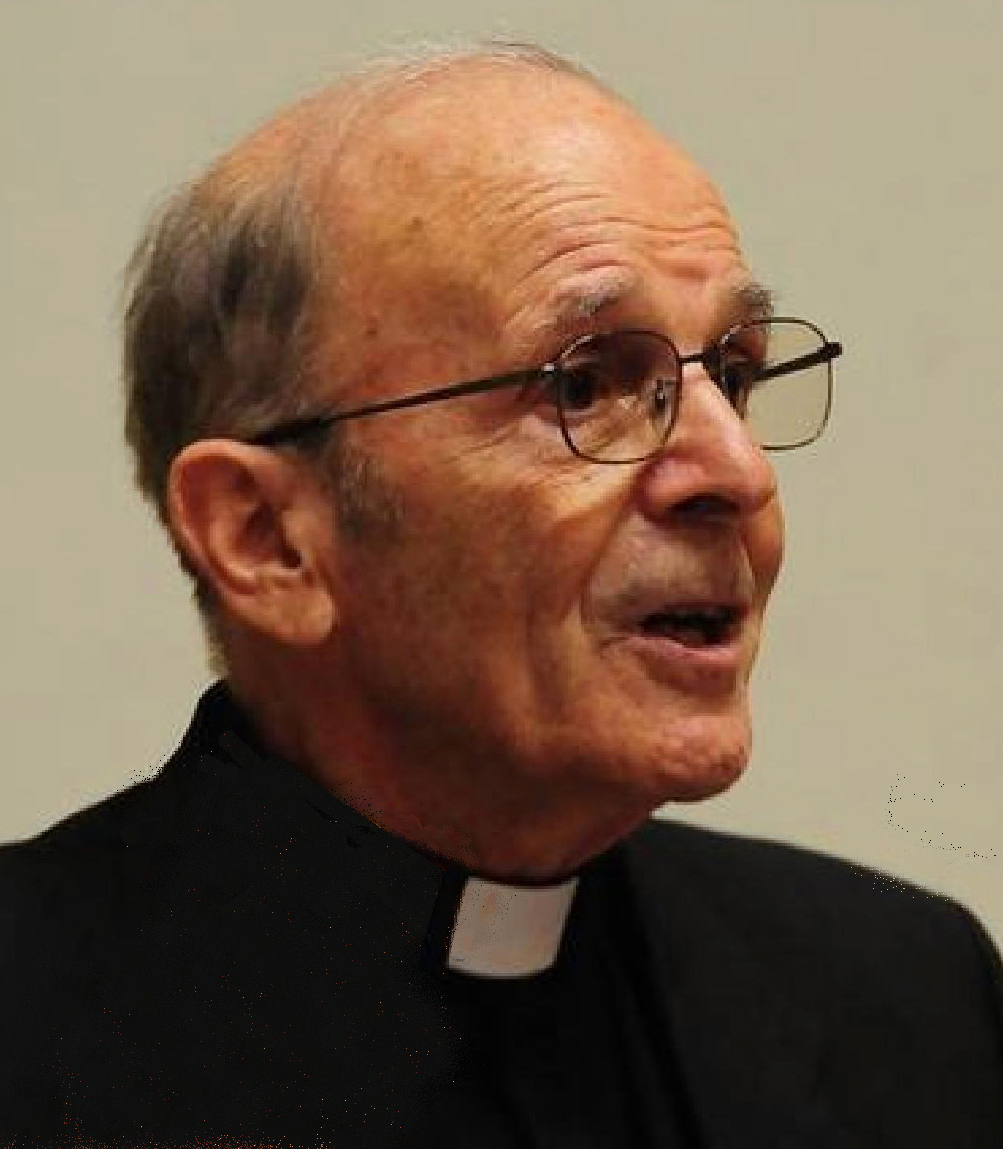
Bischof René Marie Albert Dupont MEP (2014)

René Marie Albert Dupont MEP (* 2. September 1929 in Saint-Jean-le-Blanc; † 10. April 2025 in Andong) war ein französischer römisch-katholischer Ordensgeistlicher und Bischof von Andong.

## Leben
René Marie Albert Dupont trat der Ordensgemeinschaft der Pariser Missionare bei und empfing am 29. Juni 1953 das Sakrament der Priesterweihe.
Papst Paul VI. ernannte ihn am 29. Mai 1969 zum ersten Bischof des mit gleichem Datum errichteten Bistums Andong in Südkorea. Der Erzbischof von Seoul, Stephen Kardinal Kim Sou-hwan, spendete ihm am 25. Juli desselben Jahres die Bischofsweihe; Mitkonsekratoren waren Victorinus Youn Kong-hi, Bischof von Suwon, und John Baptist Sye Bong-Kil, Erzbischof von Daegu.
Von seinem Amt trat er am 6. Oktober 1990 zurück.

## Einzelnachweis
1. ↑  L'évêque français René Dupont s'éteint à l'âge de 95 ans. In: msn.com. 11. April 2025, abgerufen am 11. April 2025 (französisch).

| Vorgänger | Amt                          | Nachfolger          |
| --------- | ---------------------------- | ------------------- |
| —         | Bischof von Andong 1969–1990 | Ignatius Pak Sok-hi |

| Personendaten    | Personendaten                                                            |
| ---------------- | ------------------------------------------------------------------------ |
| NAME             | Dupont, René Marie Albert                                                |
| ALTERNATIVNAMEN  | Dupont, René                                                             |
| KURZBESCHREIBUNG | französischer römisch-katholischer Ordensgeistlicher, Bischof von Andong |
| GEBURTSDATUM     | 2. September 1929                                                        |
| GEBURTSORT       | Saint-Jean-le-Blanc (Loiret)                                             |
| STERBEDATUM      | 10. April 2025                                                           |
| STERBEORT        | Andong                                                                   |